# كارل لاندشتاينر
كارل لاندشتاينر (ولد في 14 يونيو 1868 وتوفي في 26 يونيو 1943)، وهو عالم أحياء وطبيب نمساوي حاصِل على جائزة نوبل في الطب سَنة 1930، حيثُ وضعَ نِظاماً حديثاً لتقسيم فصائل الدم مُعتمداً على التعرف على عوامل التَراص المَوجودة في الدم، وَاشترك مع الطبيب الأمريكي ألكسندر فينر في اكتشاف عامل ريزوس سنة 1937، كَما اشترك سنة 1909 مع إرفين بوبر في اكتشاف فيروس شلل الأطفال، وقد منح اسمه سنة 1946 جائزة لاسكر (بعد وفاته).

## النشأة
والد لاندشتاينر أسمه ليوبولد (1818–1875) وهو صحفي نمساوي توفي بعمر السادسة والخمسين عندما كان عمر كارل 6 سنوات، فربته والدته وأدى ذلك إلى وجود علاقة وثيقة بينه وبين والدته فاني (1837–1908)، وبعد تخرجه من مدرسة فيينا الثانوية درس الطب في جامعة فيينا.
ودرس الكيمياء ما بين عامي 1891 و1893 في فورتسبورغ على يد الكيميائي الألماني هيرمان إميل فيشر وفي زيورخ على يد آرثر رودولف هانتش. وكان لهُ عدد من المنشورات في تلك الفترة بعضها بالاشتراك مع أساتذته.

## الجَوائز والأوسمة
مُنح كارل عام 1946 جائزة ألبرت لاسكر للأبحاث الطبية السريرية (أَي مُنحها بعدَ وفاته)، كما انتخبَ عُضواً خارجياً للجمعية المَلكية (ForMemRS) عام 1941، وفي 14 يونيو 2016 احتفلت جَوجل بالذِكرى 148 لِميلاد العالم كارل لاندشتاينر.

## الحياة الشخصية
تحول كارل لاندشتاينر من الديانة اليهودية إلى الديانة المسيحية على مذهب الكنيسة الرومانية الكاثوليكية في عام 1890. في عام 1916، تزوج من ليوبولدين هيلين ولستو، وهي أرثوذكسية شرقية اعتنقت العقيدة الرومانية الكاثوليكية لاحقاً. في عام 1937، اتخذ كارل لاندشتاينر إجراءات قانونية فاشلة ضد ناشر أمريكي قام بإدراجه في كتاب "Who's Who in Jewry American"، موضحًا أنه «سيكون من المضر لي التأكيد على دين أسلافي بشكل علني».

## معرض الصُور

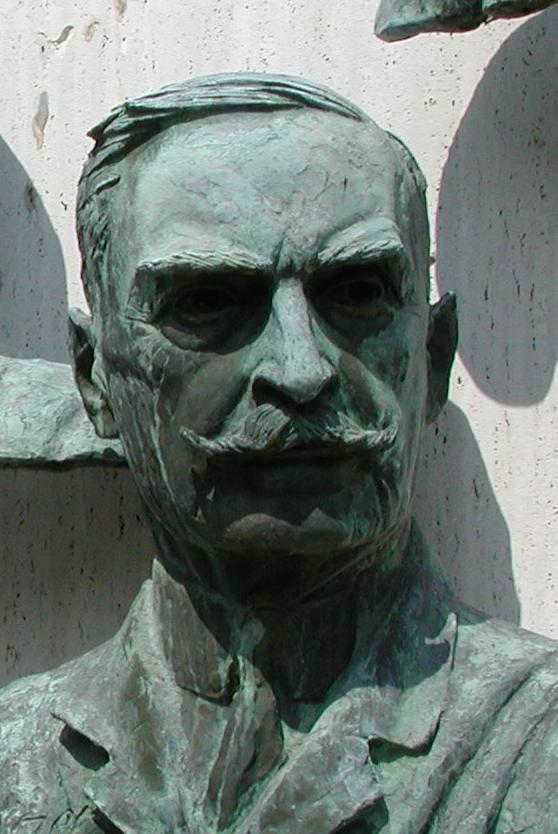
تمثال نصفي من البرونز لكارل لاندشتاينر في وارم سبرينجز بولاية جورجيا الأمريكية
احتفال جوجل بالذِكرى 148 لميلاد كارل لاندشتاينر

## روابط خارجية
- كارل لاندشتاينر على موقع الموسوعة البريطانية (الإنجليزية)
- كارل لاندشتاينر على موقع مونزينجر (الألمانية)
- كارل لاندشتاينر على موقع إن إن دي بي (الإنجليزية)